# 365761 Popovici
365761 Popovici este o planetă minoră (asteroid) din centura de asteroizi. A fost descoperită pe 13 martie 2008 la Observatorul La Silla de EURONEAR și a fost numită după Călin Popovici. 
Obiectul prezintă o orbită caracterizată de o semiaxă mare de 2,5683209574151 UAi, o excentricitate de 0,19, o înclinație de 5,3 ° în raport cu ecliptica.